# 勤務召集
勤務召集（きんむしょうしゅう）とは、大日本帝国海軍が海軍予備員のうち、将校（兵科・機関科）を召集して、平時の一定期間、艦隊等の勤務に就かせた制度である。
海軍予備員の召集には、この勤務召集の他に、訓練招集と充員召集があったが、前者は極めて短期間の召集であったのに対し、後者は現役士官同様に海軍に勤務する召集であった。一方、勤務召集は、長らく行われていなかった海軍予備員の訓練召集を日中戦争の激化に伴い開始し、とりわけ高等商船学校出身の予備将校が極めて優秀であったことにより、1934年度から高等商船学校を卒業した新任の予備少尉、予備機関少尉を6ヶ月間、連合艦隊等において軍務に従事させることにしたものである。
その後、戦局の激化に伴い、勤務召集は停止され、高等商船学校を卒業した新任少尉をそのまま充員召集とし、多くの予備士官が戦線に投入されることになったのである。